# Approssimazione di densità locale
L'Approssimazione di densità locale (LDA Local-density Approximation) è un'approssimazione sul funzionale energia di scambio e correlazione, nell'ambito della teoria del funzionale della densità (DFT). Consiste nell'approssimare localmente l'energia di scambio e correlazione di un sistema a densità elettronica disomogenea attraverso il contributo del corrispondente sistema omogeneo di densità elettronica pari al valore locale della densità. Fu applicata alla DFT da Kohn e Sham.
Il teorema di Hohenberg e Kohn stabilisce che l'energia dello stato fondamentale di un sistema elettronico è funzionale della densità elettronica. In particolare, anche l'energia di scambio e correlazione è funzionale della densità, ma la sua forma funzionale esatta non è conosciuta. Pertanto sono necessarie approssimazioni.
La LDA è la più semplice approssimazione per questo funzionale. È locale nel senso che l'energia di scambio e correlazione in ogni punto dello spazio è funzione della sola densità elettronica in quel punto.
Il funzionale LDA assume che la densità di energia di scambio e correlazione in ogni punto dello spazio sia uguale alla densità di energia di scambio e correlazione di un gas elettronico omogeneo di densità pari a quella locale del punto.
L'energia di scambio e correlazione può essere separata nelle sue due contribuzioni, di scambio e correlazione,
{\displaystyle E_{xc}=E_{x}+E_{c}\,\;}

## Scambio
La LDA usa lo scambio del gas elettronico omogeneo di densità pari a quella del punto dove lo scambio deve essere valutato,
{\displaystyle E_{x}=\int d^{3}r\,n({\vec {r}})\left({{-3e^{2}} \over {4\pi }}\right)\left(3\pi ^{2}n({\vec {r}})\right)^{1 \over 3}}
nel Sistema Internazionale di unità, dove {\displaystyle n({\vec {r}})} è la densità elettronica per unità di volume nel punto {\displaystyle {\vec {r}}\,\;} e {\displaystyle e\,\;} è la carica di un elettrone.

## Correlazione
Esistono diverse espressioni per l'energia di correlazione:
- Wigner[5][6]

- Vosko-Wilk-Nusair (VWN)[7]

- Perdew-Zunger (PZ)[8]

- Cole-Perdew (CP)[9]

- Lee-Yang-Parr (LYP)[10]

- Perdew-Wang (PW92)[11]

La correlazione di Wigner è calcolata usando la teoria delle perturbazioni.
VWN, PZ e PW92 sono una parametrizzazione di un calcolo quantum Monte Carlo del gas elettronico omogeneo a differenti densità.
LYP è basata su un fit sull'atomo di elio.